# Dorobanțu (Călărași)
Pour les articles homonymes, voir Dorobanțu.
Dorobanțu est une commune du județ de Călărași en Roumanie.